# David Ferdinand Schultz
David Ferdinand Schultz (* im 18. Jahrhundert in Bovenden (?); † 20. April 1830 in Rotenburg an der Fulda) war ein deutscher Landwirt und Abgeordneter.

## Leben
Schultz lebte als Landwirt in Rotenburg an der Fulda. 1815/1816 war er Mitglied und Direktor der 3. (Bauern-Kurie) des Landtages des Kurfürstentums Hessen-Kassel für den Bauernstand im Fuldastrom.